# IHF Women's Super Globe de 2019
O IHF Women's Super Globe de 2019 foi a edição inaugural do torneio IHF Women's Super Globe. Ela foi disputada em Wuxi, na China, entre os dias 1 e 4 de agosto de 2019.
O clube angolano 1º de Agosto sagrou-se campeão ao derrotar o clube anfitrião China National Club na final por 29-22.

## Equipes
As equipes selecionadas foram as vencedoras dos respectivos torneios continentais, duas equipes sede e uma convidada.
| Equipe                   | Qualificada como                                                                  |
| ------------------------ | --------------------------------------------------------------------------------- |
| 1º de Agosto             | Vencedora da Supercopa Africana de Handebol de 2019                               |
| Kaysar Club              | Vencedora do Campeonato de Clubes da Liga Feminina de Handebol da Ásia de 2019    |
| University of Queensland | Vencedora do Campeonato de Clubes de Handebol Australiano de 2019                 |
| UnC Concórdia            | Vencedora do Campeonato de Clubes de Handebol da América do Sul e Central de 2019 |
| Omron Yamaga             | Substituiu o vencedor da Liga dos Campeões Feminina da EHF de 2018–19             |
| China National Club      | Sediante                                                                          |
| Jiangsu Handball         | Sediante                                                                          |
| New York City THC        | Convidado                                                                         |

## Resultados
Todos os horários estão de acordo com o horário local (UTC+8).

### Confrontos
|  | Quartas-de-finais        | Quartas-de-finais   |                     |    | Semifinais     | Semifinais     |  |  | Final | Final |
|  |                          |                     |                     |    |                |                |  |  |       |       |
|  | 1 de agosto              |                     |                     |    |                |                |  |  |       |       |
|  |                          |                     |                     |    |                |                |  |  |       |       |
|  | Omron Yamaga             | 29                  |                     |    |                |                |  |  |       |       |
|  | Omron Yamaga             | 29                  | 2 de agosto         |    |                |                |  |  |       |       |
|  | New York City THC        | 22                  |                     |    |                |                |  |  |       |       |
|  | New York City THC        | 22                  | Omron Yamaga        | 25 |                |                |  |  |       |       |
|  | 1 de agosto              |                     | Omron Yamaga        | 25 |                |                |  |  |       |       |
|  |                          | China National Club | 30                  |    |                |                |  |  |       |       |
|  | Kaysar Club              | China National Club | 30                  | 21 |                |                |  |  |       |       |
|  | Kaysar Club              |                     | 4 de agosto         | 21 |                |                |  |  |       |       |
|  | China National Club      | 24                  |                     |    |                |                |  |  |       |       |
|  | China National Club      | 24                  | China National Club | 22 |                |                |  |  |       |       |
|  | 1 de agosto              |                     | China National Club | 22 |                |                |  |  |       |       |
|  |                          | 1º de Agosto        | 27                  |    |                |                |  |  |       |       |
|  | 1º de Agosto             | 1º de Agosto        | 27                  | 41 |                |                |  |  |       |       |
|  | 1º de Agosto             | 2 de agosto         |                     | 41 |                |                |  |  |       |       |
|  | Jiangsu Handball         | 20                  |                     |    |                |                |  |  |       |       |
|  | Jiangsu Handball         | 20                  | 1º de Agosto        | 20 |                |                |  |  |       |       |
|  | 1 de agosto              |                     | 1º de Agosto        | 20 |                |                |  |  |       |       |
|  |                          | UnC Concórdia       | 17                  |    | Terceiro lugar | Terceiro lugar |  |  |       |       |
|  | UnC Concórdia            | UnC Concórdia       | 17                  | 31 | Terceiro lugar | Terceiro lugar |  |  |       |       |
|  | UnC Concórdia            |                     | 4 de agosto         | 31 |                |                |  |  |       |       |
|  | University of Queensland | 16                  |                     |    |                |                |  |  |       |       |
|  | University of Queensland | 16                  | Omron Yamaga        | 32 |                |                |  |  |       |       |
|  |                          |                     |                     |    |                |                |  |  |       |       |
|  | UnC Concórdia            | 35                  |                     |    |                |                |  |  |       |       |
|  | UnC Concórdia            | 35                  |                     |    |                |                |  |  |       |       |

Disputa do 5º lugar
|  | Semifinais do 5–8º       | Semifinais do 5–8º |             |    | 5º lugar | 5º lugar |
|  |                          |                    |             |    |          |          |
|  | 2 August                 |                    |             |    |          |          |
|  |                          |                    |             |    |          |          |
|  | New York City THC        | 16                 |             |    |          |          |
|  | New York City THC        | 16                 | 4 August    |    |          |          |
|  | Kaysar Club              | 42                 |             |    |          |          |
|  | Kaysar Club              | 42                 | Kaysar Club | 35 |          |          |
|  | 2 August                 |                    | Kaysar Club | 35 |          |          |
|  |                          | Jiangsu Handball   | 30          |    |          |          |
|  | Jiangsu Handball         | Jiangsu Handball   | 30          | 33 |          |          |
|  | Jiangsu Handball         |                    |             | 33 |          |          |
|  | University of Queensland | 17                 |             |    |          |          |
|  | University of Queensland | 17                 | 7º lugar    |    |          |          |
|  |                          |                    |             |    |          |          |
|  | 4 August                 |                    |             |    |          |          |
|  |                          |                    |             |    |          |          |
|  | New York City THC        | 17                 |             |    |          |          |
|  | New York City THC        | 17                 |             |    |          |          |
|  | University of Queensland | 19                 |             |    |          |          |

### Quartas-de-final
| 1 de agosto de 2019 14:00 | Omron Yamaga | 29–22     | New York City THC | Wuxi Sports Center, Wuxi Árbitros: Cheng, Zhou |
| 1 de agosto de 2019 14:00 | Yoshida 8    | (14–9)    | Moser 7           | Wuxi Sports Center, Wuxi Árbitros: Cheng, Zhou |
| 1 de agosto de 2019 14:00 | 2× 1×        | Relatório | 2× 1×             | Wuxi Sports Center, Wuxi Árbitros: Cheng, Zhou |

| 1 de agosto de 2019 16:15 | Kaysar Club   | 21–24     | China National Club | Wuxi Sports Center, Wuxi Público: 250 Árbitros: García, Marín |
| 1 de agosto de 2019 16:15 | Alexandrova 7 | (9–10)    | Qiao 6              | Wuxi Sports Center, Wuxi Público: 250 Árbitros: García, Marín |
| 1 de agosto de 2019 16:15 | 2× 1×         | Relatório | 3× 2×               | Wuxi Sports Center, Wuxi Público: 250 Árbitros: García, Marín |

| 1 de agosto de 2019 18:30 | 1º de Agosto     | 41–20     | Jiangsu Handball | Wuxi Sports Center, Wuxi Árbitros: Alpaidze, Berezkina |
| 1 de agosto de 2019 18:30 | três jogadoras 5 | (23–11)   | Wang S. 6        | Wuxi Sports Center, Wuxi Árbitros: Alpaidze, Berezkina |
| 1 de agosto de 2019 18:30 | 1× 2×            | Relatório | 7× 2×            | Wuxi Sports Center, Wuxi Árbitros: Alpaidze, Berezkina |

| 1 de agosto de 2019 20:45 | UnC Concórdia | 31–16     | University of Queensland | Wuxi Sports Center, Wuxi Árbitros: Lee, Lee |
| 1 de agosto de 2019 20:45 | Carneiro 6    | (16–9)    | Kirk 7                   | Wuxi Sports Center, Wuxi Árbitros: Lee, Lee |
| 1 de agosto de 2019 20:45 | 5× 2×         | Relatório | 3×                       | Wuxi Sports Center, Wuxi Árbitros: Lee, Lee |

### Semifinais do 5–8º lugar
| 2 de agosto de 2019 14:00 | New York City THC | 16–42     | Kaysar Club | Wuxi Sports Center, Wuxi Árbitros: Lee, Lee |
| 2 de agosto de 2019 14:00 | Keslerová 6       | (8–18)    | Abilda 6    | Wuxi Sports Center, Wuxi Árbitros: Lee, Lee |
| 2 de agosto de 2019 14:00 | 6× 1×             | Relatório | 3× 2×       | Wuxi Sports Center, Wuxi Árbitros: Lee, Lee |

| 2 de agosto de 2019 16:15 | Jiangsu Handball | 33–17     | University of Queensland | Wuxi Sports Center, Wuxi Árbitros: Alpaidze, Berezkina |
| 2 de agosto de 2019 16:15 | Wang D. 8        | (14–7)    | Skjæret 3                | Wuxi Sports Center, Wuxi Árbitros: Alpaidze, Berezkina |
| 2 de agosto de 2019 16:15 | 4× 2×            | Relatório | 5× 1×                    | Wuxi Sports Center, Wuxi Árbitros: Alpaidze, Berezkina |

### Semifinais
| 2 de agosto de 2019 18:30 | Omron Yamaga | 25–30     | China National Club | Wuxi Sports Center, Wuxi Árbitros: El-Saied, El-Saied |
| 2 de agosto de 2019 18:30 | Yoshida 12   | (14–12)   | Zhao 5              | Wuxi Sports Center, Wuxi Árbitros: El-Saied, El-Saied |
| 2 de agosto de 2019 18:30 | 2× 1×        | Relatório | 6× 1×               | Wuxi Sports Center, Wuxi Árbitros: El-Saied, El-Saied |

| 2 de agosto de 2019 20:45 | 1º de Agosto | 20–17     | UnC Concórdia | Wuxi Sports Center, Wuxi Árbitros: García, Marín |
| 2 de agosto de 2019 20:45 | Mwasesa 6    | (10–7)    | Fiore 6       | Wuxi Sports Center, Wuxi Árbitros: García, Marín |
| 2 de agosto de 2019 20:45 | 5× 1×        | Relatório | 2×            | Wuxi Sports Center, Wuxi Árbitros: García, Marín |

### Disputa do sétimo lugar
| 4 de agosto de 2019 14:00 | New York City THC | 17–19     | University of Queensland | Wuxi Sports Center, Wuxi Árbitros: Lee, Lee |
| 4 de agosto de 2019 14:00 | Michaelsen 4      | (7–10)    | Kirk, McAfee 4           | Wuxi Sports Center, Wuxi Árbitros: Lee, Lee |
| 4 de agosto de 2019 14:00 | 7× 2×             | Relatório | 1× 2× 1×                 | Wuxi Sports Center, Wuxi Árbitros: Lee, Lee |

### Disputa do quinto lugar
| 4 de agosto de 2019 16:15 | Kaysar Club | 35–30     | Jiangsu Handball | Wuxi Sports Center, Wuxi Árbitros: El-Saied, El-Saied |
| 4 de agosto de 2019 16:15 | Pikalova 10 | (18–15)   | Wang D. 6        | Wuxi Sports Center, Wuxi Árbitros: El-Saied, El-Saied |
| 4 de agosto de 2019 16:15 | 2×          | Relatório | 6× 1×            | Wuxi Sports Center, Wuxi Árbitros: El-Saied, El-Saied |

### Disputa do terceiro lugar
| 4 de agosto de 2019 18:30 | Omron Yamaga | 32–35     | UnC Concórdia | Wuxi Sports Center, Wuxi Árbitros: Cheng, Zhou |
| 4 de agosto de 2019 18:30 | Yoshida 9    | (17–17)   | Alves 10      | Wuxi Sports Center, Wuxi Árbitros: Cheng, Zhou |
| 4 de agosto de 2019 18:30 | 1× 2×        | Relatório | 3× 2×         | Wuxi Sports Center, Wuxi Árbitros: Cheng, Zhou |

### Final
| 4 de agosto de 2019 20:45 | China National Club | 22–27     | 1º de Agosto | Wuxi Sports Center, Wuxi Árbitros: Alpaidze, Berezkina |
| 4 de agosto de 2019 20:45 | Jin 8               | (10–13)   | Paulo 10     | Wuxi Sports Center, Wuxi Árbitros: Alpaidze, Berezkina |
| 4 de agosto de 2019 20:45 | 2× 1×               | Relatório | 7× 1×        | Wuxi Sports Center, Wuxi Árbitros: Alpaidze, Berezkina |

## Classificação final
| Pos.              | Equipe                   |
| ----------------- | ------------------------ |
| Medalha de ouro   | 1º de Agosto             |
| Medalha de prata  | China National Club      |
| Medalha de bronze | UnC Concórdia            |
| 4                 | Omron Yamaga             |
| 5                 | Kaysar Club              |
| 6                 | Jiangsu Handball         |
| 7                 | University of Queensland |
| 8                 | New York City THC        |

## Artilheiras
| Pos. | Jogador             | Clube         | Gols |
| ---- | ------------------- | ------------- | ---- |
| 1    | Yukiko Yoshida      | Omron Yamaga  | 29   |
| 2    | Talita Caneiro      | UnC Concórdia | 19   |
| 2    | Dana Abilda         | Kaysar Club   | 19   |
| 4    | Helena Paulo        | D'Agosto      | 18   |
| 4    | Christianne Mwasesa | D'Agosto      | 18   |